# Melchor Miralles
Melchor Miralles Sangro (Madrid, 17 d'octubre de 1958) és un periodista i productor de televisió espanyol, fill de l'advocat monàrquic Jaime Miralles Álvarez.

## Biografia
Fa els seus primers passos al món del periodisme al Diario 16 l'any 1978. Hi va treballar primer a les seccions d'esports i local, i més tard com a redactor en cap de l'equip d'investigació.
L'any 1989 va acompanyar Pedro J. Ramírez en el projecte de fundar un nou diari de tirada nacional: El Mundo. Cinc anys més tard hi va ocupar el càrrec de director de l'edició que el diari publica per al País Basc, fins a l'any 1997.
La seva trajectòria com a productor televisiu comença el 1997. Entre els projectes que ha recolzat hi ha els programes de periodisme d'investigació Al descubierto, d'Antena 3 i  A corazón abierto , de Telecinco, l'espai pedagògic El planeta de los niños  a TVE i la sèrie Padre Coraje (2002), protagonitzada per Juan Diego.
En cinema ha produït El Lobo i GAL, ambdues de Miguel Courtois i coproduïdes per José María Morales.
En els últims anys assisteix com a comentarista polític en el programa de Telecinco La mirada crítica,  La Mañana con Luis Herrero, 59 Segundos , a TVE, Madrid opina  a Telemadrid, Los desayunos de TVE .
El 1997 fou nomenat director general de productora El Mundo TV, i en 2007 va passar a Veo 7, que va tancar el 2011. El març de 2007 va ser designat delegat de la junta directiva del Reial Madrid Club de Futbol per la secció de bàsquet.
El 2008 produeix un nou TeleFilm per a Antena 3 TV, basat en un fet real, el segrest i assassinat de Miguel Ángel Blanco, el Telefilm es titula 48 hores: Miguel Ángel Blanco. El 19 de març de 2010 dirigeix un nou programa sobre la xarxa social twitter, anomenat Twision. Causa una gran expectació entre els usuaris d'aquesta xarxa, encara que el critiquen per desviar la temàtica promesa cap a la política.
Durant la seva carrera com a productor cinematogràfic ha intervingut en nombroses pel·lícules sobre temes molt rellevants per a la societat espanyola. Destaquen entre les produccions cinematogràfiques que ha realitzat pel·lícules sobre ETA El Lobo, GAL, 48 Horas, La mirada violeta i La màquina de pintar núvols, entre d'altres. Des del gener de 2013 va particpar en el programa diari El gato al agua, a Intereconomía Televisión. Al setembre d'aquest mateix any fou nomenat director del canal, que va abandonar al febrer de 2014.

## Controvèrsies
Miralles va mantenir una agra polèmica amb la web Periodista Digital després d'informar aquesta que havia cobrat «més d'un milió d'euros» quan ha sortit de Veo7 i per revelar que les dues llicenciatures que deia tenir en el seu CV no existien pas. La discussió va acabar en una sentència de l'Audiència provincial de Madrid que va declarar que la informació de Periodista Digital era «impecable periodísticament» i va desestimar la reclamació de Miralles.
El juny de 2016, el comitè d'empresa de Telemadrid va informar l'Assemblea de Madrid que va cobrar un total de 2.841.000 euros en poc més de dos anys per «documentals dirigits a crear opinió política, sostenint diferents teories conspiratives contra del Govern i defensant la versió oficial del Govern regional d'Esperanza Aguirre», a través de «programes de baixíssima audiència, mentre Telemadrid s'enfonsava en els ingressos, la qual cosa va provocar un ERE que va acomiadar 861 treballadors».